# Trencadís
Trencadís (katalanisch für „das Zerbrechen“) ist ein Mosaik aus unterschiedlich großen Bruchstücken keramischer Fliesen, Marmor oder Glasscherben mit meist abstrakten Motiven. Es ist ein charakteristisches Element der Architektur des Modernisme (des Jugendstils in Katalonien) sowie des Jugendstils in Valencia, findet aber auch heutzutage noch Anwendung.

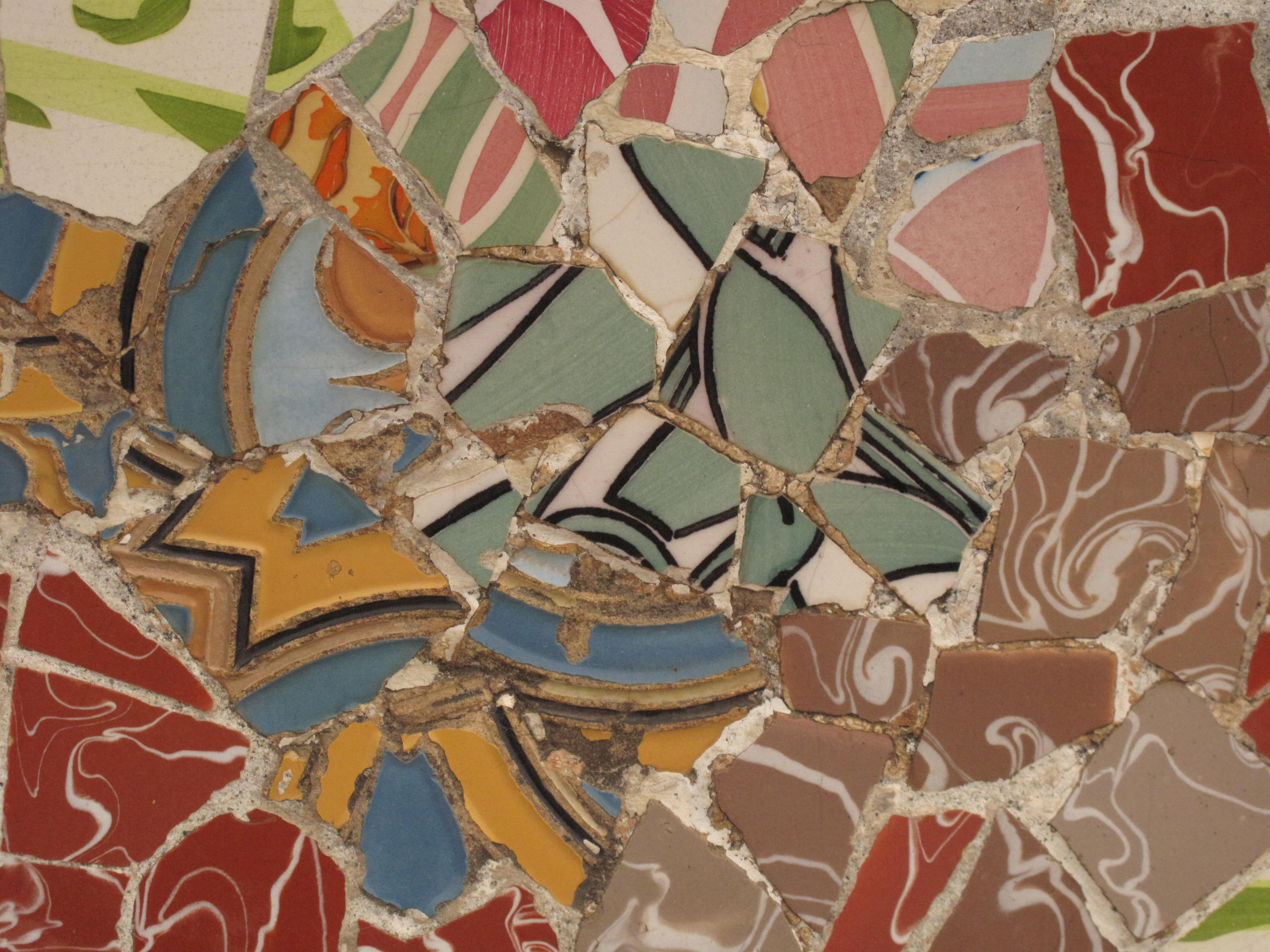
Trencadís-Mosaik (Detail)

Trencadís-Mosaiken eignen sich vor allem zur Verzierung geschwungener Fassadenflächen oder skulpturaler Elemente, wie sie typisch für die Architektur des Jugendstils sind, da sich ihre kleinteilige Struktur leicht komplexen, gewölbten Formen anpassen lässt. Zudem ermöglicht sie eine dekorative, abwechslungsreiche Farb- und Mustergestaltung.

## Verwendung im Jugendstil

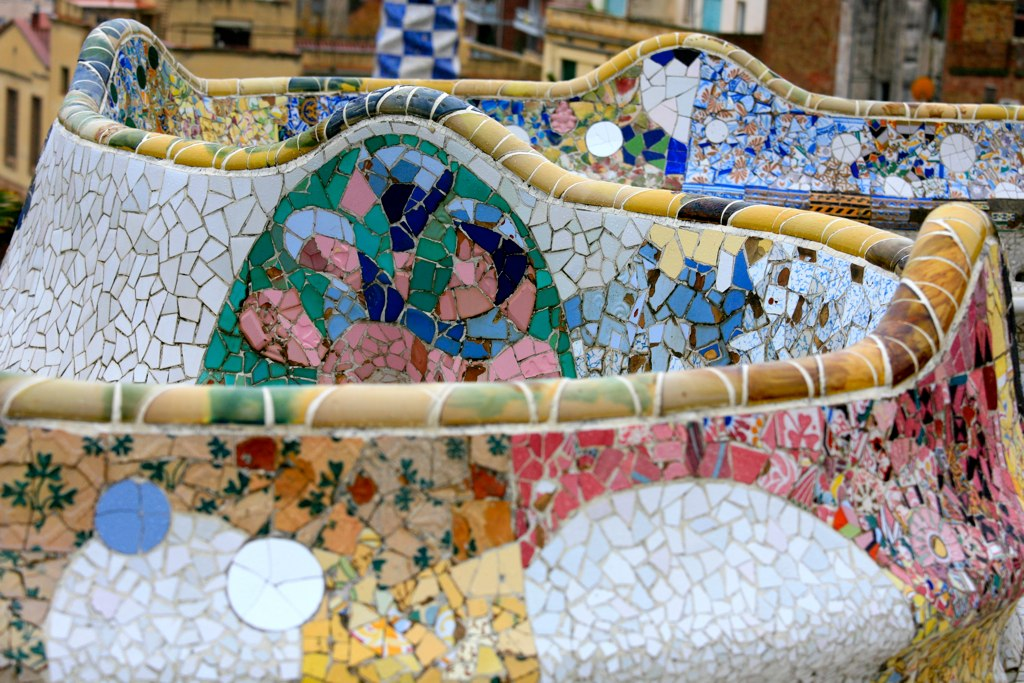
Trencadís im Parc Güell in Barcelona

Der Ursprung der Trencadís-Mosaiken liegt in der maurischen Kunst. Ende des 19. und Anfang des 20. Jahrhunderts wurde die Technik von Architekten des Modernisme wie Antoni Gaudí oder Lluís Domènech i Montaner aufgegriffen und weiterentwickelt.
Eines der bekanntesten Beispiele für den Einsatz von Trencadís ist die Verzierung der großen, schlangenförmigen Bank im Parc Güell in Barcelona (angelegt zwischen 1900 und 1914). Die Ausgestaltung der Ornamente stammt von Gaudís Mitarbeiter Josep Maria Jujol, der die Ästhetik dieser künstlerischen Technik im katalanischen Jugendstil stark beeinflusste. Als Material diente Ausschuss von Industriefliesen- und Geschirrfabriken sowie Scherben von Krügen und Flaschen.
Über die Bedeutung des Trencadís schreibt der Kunstkritiker Robert Hughes:

„Wenn bei einer künstlerischen Technik überhaupt je eine erstmalige Verwendung auszumachen ist, so hat man es bei den Bänken im Park Güell mit der ersten Collage zu tun, mit dem ersten Versuch, aus einer Vielfalt nicht zusammengehöriger Teile, deren ursprüngliche Bedeutung noch erkennbar ist, ein Objekt mit völlig neuem Sinngehalt zu schaffen, eine ganz außergewöhnliche Technik, die in gewisser Weise den Kubismus vorwegnimmt.“

Weitere Beispiele für die Nutzung dieser Technik sind die Fassade der Casa Batlló, der Fries im Konzertsaal des Palau de la Música Catalana und die Mosaiken in der Estación del Norte in Valencia.

## Zeitgenössische Verwendung

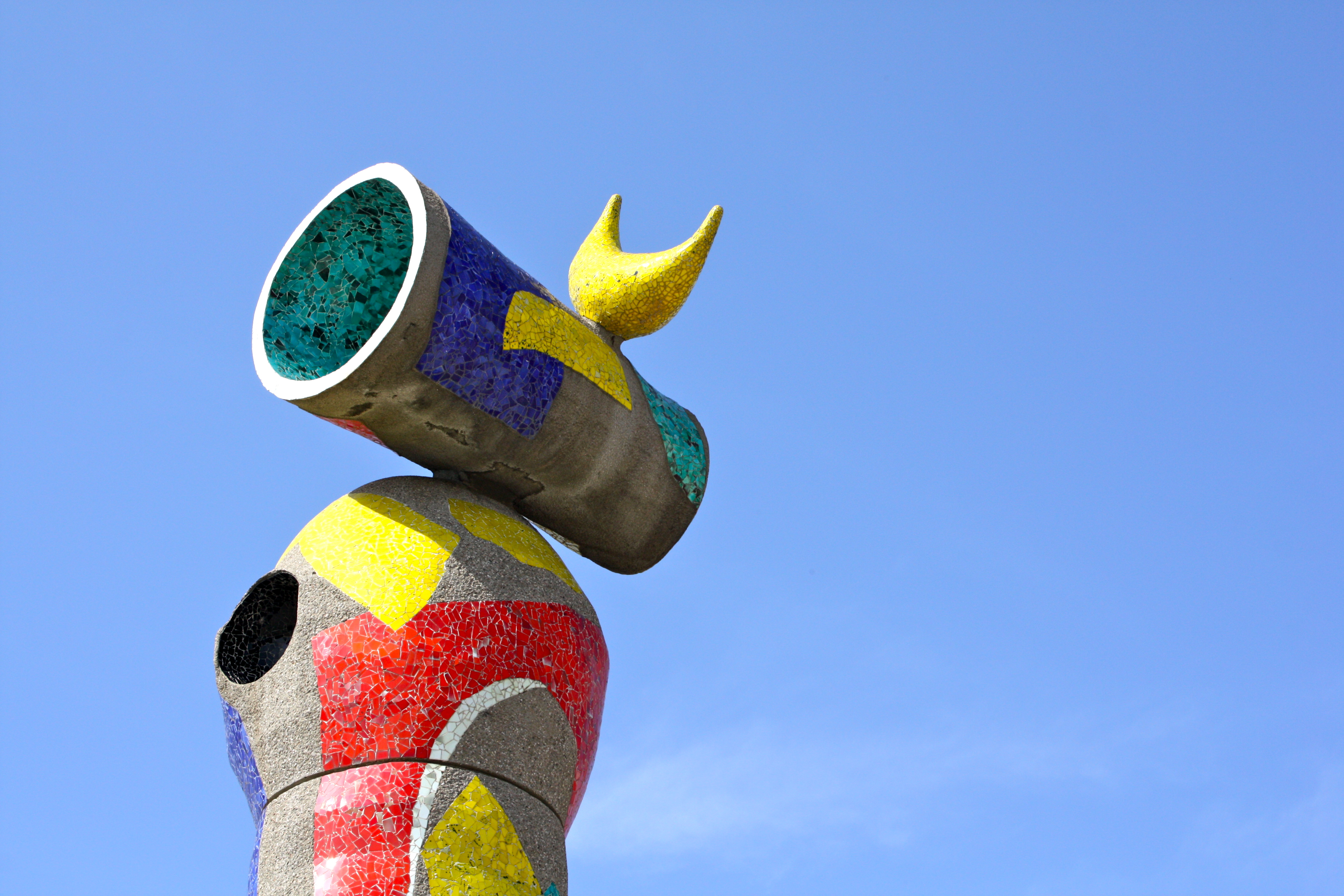
Dona i Ocell (Detail)

Die Entwicklung des Trencadís im Jugendstil beeinflusste auch nachfolgende Architekten und Künstler wie Joan Miró, der die Technik für einige seiner Arbeiten nutzte, z. B. für die Skulptur Dona i Ocell („Frau und Vogel“, Barcelona, 1983), die in Zusammenarbeit mit dem Keramiker Joan Gardy Artigas entstand.

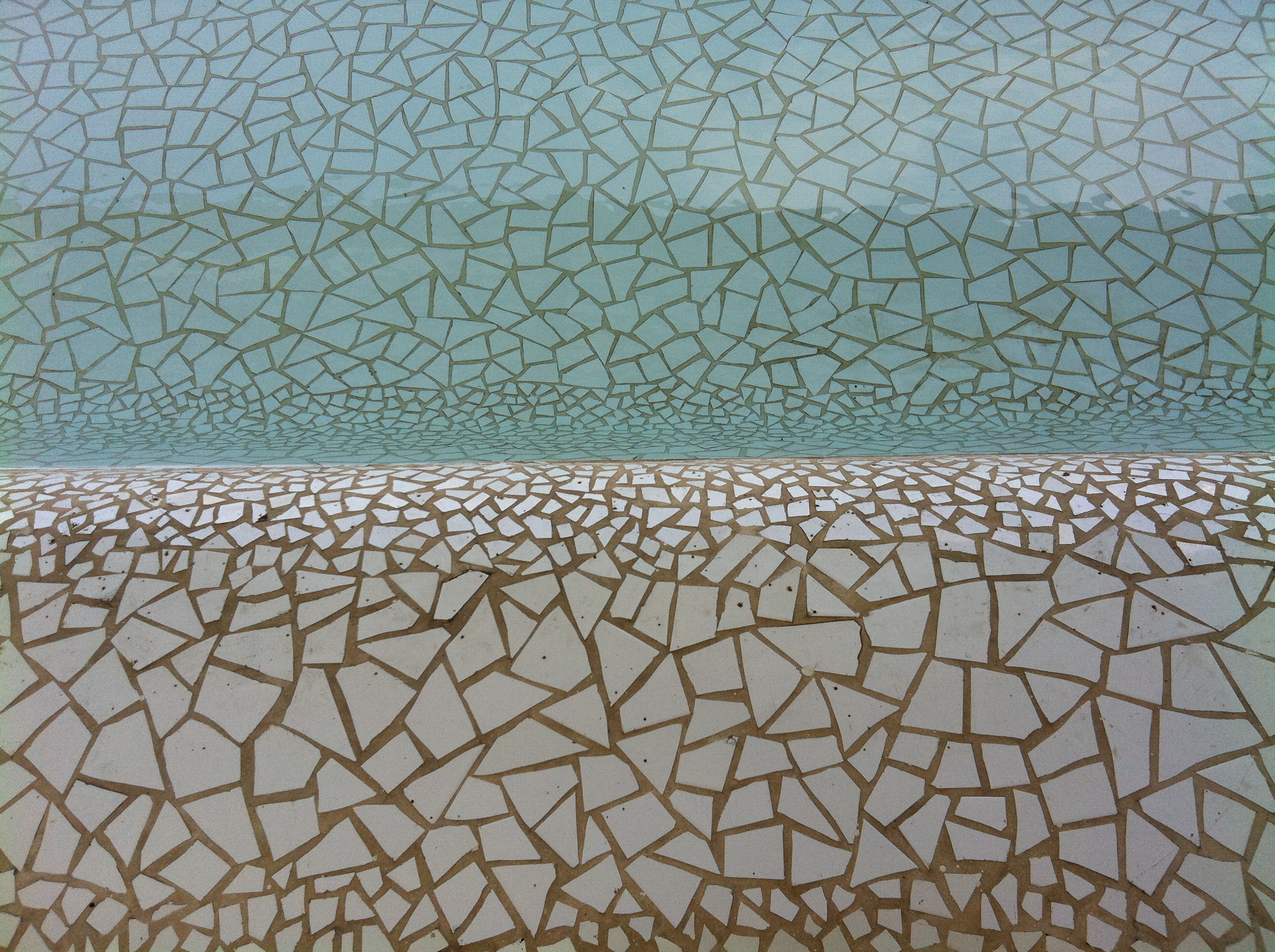
Trencadís am Palau de les Arts Reina Sofía (Detail)

In der zeitgenössischen spanischen Architektur arbeitet Santiago Calatrava in seinen Bauwerken mit Trencadís-Oberflächen, so beim Palau de les Arts Reina Sofía (Valencia, 2005) und beim Auditorio de Tenerife (Santa Cruz de Tenerife, 2003), deren Fassaden mit weißen Keramikfragmenten verkleidet sind. Für diese Mosaiken wurden aber – im Unterschied zu Gaudís Werken – keine Bruchstücke wiederverwendet, sondern neue extra angefertigt. Die Tonplatten wurden dabei vor dem Brennen gebrochen, so dass die Glasur die Stücke versiegelte und keine scharfen Bruchkanten entstanden.
Der Künstler Félix Yáñez errichtete in der Provinz Burgos in seiner Monumentalskulptur Territorio ArtLanza eine Version der Kathedrale von Burgos mit der Trencadís-Technik.